# Michele Ruta
Michele Ruta (Caserta, 7 de febrer de 1827 - Nàpols, 24 de gener de 1896) fou un pianista i compositor italià.
El 1841 va ingressar al Conservatorio San Pietro a Majella de Nàpols, d'on en va sortir com un talentós músic el 1847. A l'any següent va participar en la Primera guerra d'independència italiana com a voluntari. Va tornar a Nàpols i es va dedicar a la composició i a l'ensenyament privat. El 1879 va ser nomenat professor a l'Escola de Música, de la qual més tard en va ser codirector i on entre els seus alumnes va tenir en l'apartat d'harmonia el famòs Ruggero Leoncavallo. Entre les seves obres de teatre: Leonilda (1854), Diana de Vitry (1859), L'impresario in progetto (1873). Va escriure intermezzi per a Don Giovanni d'Alexandre Dumas i la música per al ballet Isnelda. Va compondre música de cambra, religioses i peces de circumstàncies i obres teòriques com Trattato di armonia e il Corso completo di composizione i el volum Storia critica delle condizioni della musica in Italia i del conservatori de S. Pietro a Maiella de Nàpols, en el qual espera la fundació d'una "càtedra d'Acústica aplicada a la construcció d'instruments musicals".

## Vida privada
Amb la seva dona, la cantant anglesa Emelina Sutton, va tenir vuit fills. La seva filla gran, Gilda Ruta, també va ser pianista i compositora. Va morir a Nàpols el 1896.